# Beth Mowins
Beth Mowins (26 de mayo de 1967) es una comentarista y periodista de deportes para ESPN y CBS. Típicamente relata los deportes universitarios de mujeres, y se convirtió en solo la segunda mujer para relatar a nivel nacional los juegos de la NFL para ESPN en 2005. Mowins y Cat Whitehill comentaban juntas en ESPN la Copa Mundial Femenina de Fútbol de 2011.

## Vida y carrera
Mowins nació en Syracusa, Nueva York, y fue una jugadora de baloncesto, softbol y fútbol en North Syracuse High School - North Syracuse, Nueva York. Fue capitán del equipo universitario de baloncesto del equipo durante dos temporadas en el Lafayette College en Easton, Pennsylvania. Se graduó en Lafayette con un Bachelor of Arts en 1989, y de la Universidad de Syracuse con una maestría.
Mowins comenzó su carrera en 1991 como directora de noticias y deportes de WXHC-Radio FM en Homer, Nueva York, y es una de los integrantes 2009 en la Mayor Syracuse Sports Hall of Fame.
A partir de 2012, vive en Saginaw, Míchigan.
En mayo de 2017, Mowins fue entrevistada por la revista Sports Illustrated para ser el elegida locutora en ESPN. Ella hizo el anuncio de trabajo en septiembre de ese año, y se convirtió así en la primera mujer para relatar en vivo a nivel nacional un juego de la NFL. Esto la convirtió además en la segunda mujer comentarista de la NFL, Gayle Sierens fue la primera comentarista de la NFL en la temporada regular, en 1987, para NBC Sports.